# 皇家鑄幣廠
皇家鑄幣廠（英語：The Royal Mint）是英國由政府所有的鑄幣機構，以皇家鑄幣公司（Royal Mint Ltd.）的名义運營，是由英國財政部全資所有的公司。皇家鑄幣廠除了生產英鎊硬幣之外，還生產各種紀念幣及獎牌等產品。皇家鑄幣廠的產品每年出口約60個國家，佔其總銷售額的約70%。

## 歷史演變

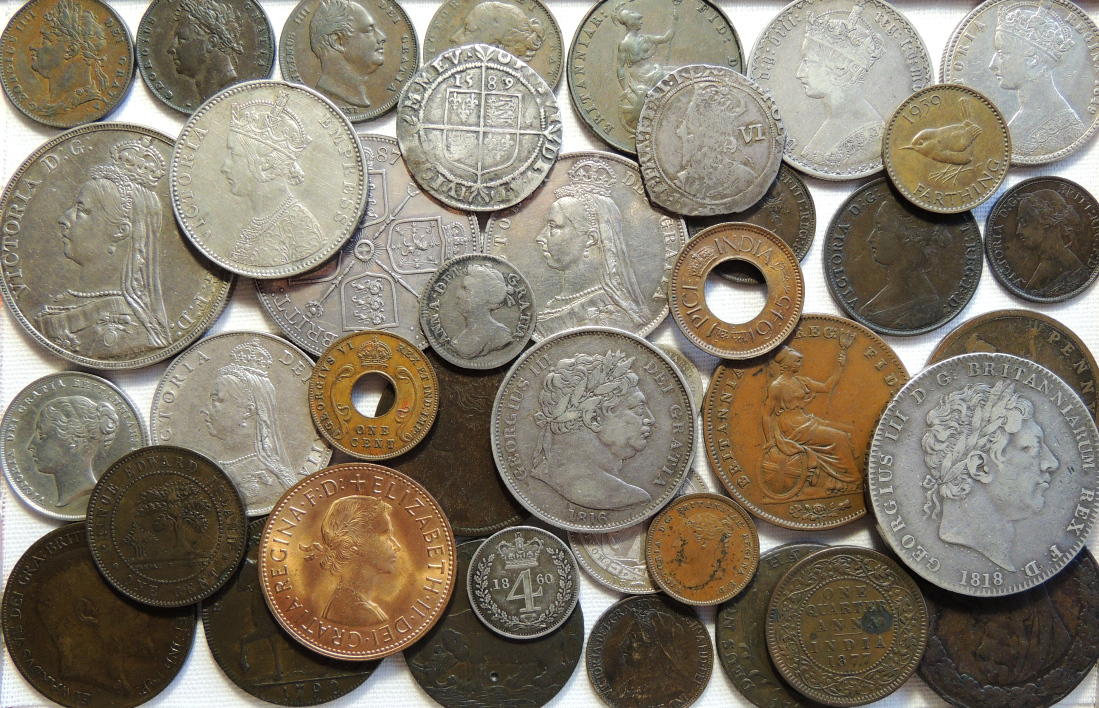
皇家铸币厂制造的硬币

該鑄幣廠前身起源於1,100年前，隨著歷史演變，一直為英格蘭王國、大不列顛王國、以及大英帝國生產法定貨幣。原始倫敦鑄幣廠成立於公元886年，在倫敦塔內運營了大約 800 年，之後搬到皇家鑄幣廣場（Royal Mint Court），隨之又改稱為皇家鑄幣廠。1968年，隨著英國貨幣改為十進位制，鑄幣廠調整營運，再從倫敦搬到位於威爾斯的蘭特里森特的現址。

## 經營策略
2009年，在英國民營化的浪潮下，皇家鑄幣廠不再屬於政府行政機構，轉化成為英國財政部全資所擁有的國營企業。鑄幣廠身份轉型後，也隨之調整營運策略，經營貴金屬業務，並開發遊客中心創造觀光收入，以擴大其商業利益。

## 外部連結
- 官方网站
- The Royal Mint – official blog （页面存档备份，存于）
- The Royal Mint – Facebook （页面存档备份，存于）
- The Royal Mint – Twitter （页面存档备份，存于）
- The Royal Mint – Instagram （页面存档备份，存于）
- The Royal Mint – Pinterest （页面存档备份，存于）
- The Royal Mint – Google Plus （页面存档备份，存于）
- The Royal Mint Museum （页面存档备份，存于）

51°33′15″N 3°23′20″W / 51.5542°N 3.3889°W